# رفتن از ۱۳ به ۳۰
رفتن از ۱۳ به ۳۰ سالگی (به انگلیسی: 13 Going on 30) فیلمی محصول سال ۲۰۰۴ به کارگردانی گری وینیک است. در این فیلم، جنیفر گارنر، جودی گرر، مارک روفالو، اندی سرکیس، کتی بیکر، کریستا بی آلن، شان مارکواته، جیم گافیگان، آلکس بلک، لین کولینز، اشلی بنسون، بری لارسون و رنه اولستاد بازی کردند.

## خلاصه داستان
جنا رینک (جنیفر گارنر) دختر ۱۳ ساله‌ای است که آرزو دارد بزرگ شود و حاضر است هرکاری برای رسیدن به این آرزو کند ناگهان یک روز صبح از خواب بلند می‌شود و می‌بیند بزرگ شده و به ۳۰ سالگی رفته‌است و حالا باید با دنیای متفاوتی که آرزویش را داشته روبه رو شود و در ادامه …